# 北大路家
北大路家（きたおおじけ）は、藤原北家閑院流阿野家庶流にあたる華族の男爵家。いわゆる「奈良華族」の一つ。

## 歴史
江戸時代後期から明治前期の阿野家当主阿野公誠の息子北大路季敏を家祖とする。季敏ははじめ奈良興福寺に入れられ東北院住職となったが、維新の際に勅命により復飾し、明治2年（1869年）に堂上格を与えられて一家を起こし北大路を家号とした。北大路実慎を経て北大路公久が養子に入り、明治17年（1884年）7月7日の華族令施行で華族が五爵制になると、翌8日に公久が男爵に叙された。
公久の子北大路実信と、その子北大路信明は貴族院の男爵議員に当選して務めた。信明の代に北大路男爵家の邸宅は東京市淀橋区西大久保にあった。